# Caralluma europaea
Caralluma europaea är en oleanderväxtart. Caralluma europaea ingår i släktet Caralluma och familjen oleanderväxter.

## Underarter
Arten delas in i följande underarter:
- C. e. europaea
- C. e. judaica